# Biatlon na Zimních olympijských hrách 2022 – štafeta muži
Biatlonová štafeta mužů na 4 × 7,5 km na Zimních olympijských hrách 2022 v čínském Pekingu se konala v Čang-ťia-kchou běžeckém a biatlonovém centru 15. února 2022.
Zlatou medaili z předcházejících olympijských her obhajoval švédský tým, který dojel pátý.
Vítězem se stala navzdory trestnému kolu hned na první úsek norská štafeta ve složení Sturla Holm Laegreid, Tarjei Bø, Johannes Thingnes Bø a Vetle Sjåstad Christiansen, kteří triumfovali přes před Francií a sportovci reprezentujícími Ruský olympijský výbor. Laegreid a Christiansen získali své vůbec první cenné kovy z olympijských her v kariéře, bratři Bøovi navázali na společný triumf smíšené štafety a individuální medaile ze sprintu, resp. vytrvalostního a stíhacího závodu. Tarjei Bø v mužské štafetě triumfoval již jako 21letý v roce 2010.

## Program
| Datum          | Zahájení (UTC+8) | Zahájení (SEČ) | Fáze závodu |
| -------------- | ---------------- | -------------- | ----------- |
| 15. února 2022 | 14:30            | 7:30           | Finále      |

Původně byl start závodu plánován na 17:00 místního času, ale kvůli předpovědi počasí (silným mrazům) byl přesunut do odpoledních hodin.

## Průběh závodu
V závodě, který se přes posun startu jel ve velkých mrazech (ke konci bylo –16 °C), se v čele po první předávce udržoval tým ruských závodníků před Běloruskem a Francií. Překvapením bylo až 16. místo favorizovaného Norska, když Sturla Holm Laegreid musel po střelbě vstoje na trestné kolo. V dalších kolech Rusové Alexandr Loginov a Maxim Cvetkov náskok navyšovali, především díky dobré střelbě. Za nimi se drželi Francouzi, za které se zásluhou Johannese Thingnese Bø propracovala norská štafeta. Na poslední střelbu přijížděl Eduard Latypov s minutovým náskokem. Při ní však udělal pět chyb a musel na dvě trestná kola. Do čela se propracovalo Norsko zásluhou čisté střelby Vetle Sjåstada Christiansena, o 20 vteřin před Francií reprezentovanou Quentinem Fillonem Mailletem. V tomto pořadí dojely týmy také do cíle. Rusové udrželi třetí místo před německým týmem.
Českým reprezentantům se nedařilo. Jakub Štvrtecký jel po střelbách na prvním úseku dvě trestná kola a předával poslední, půl minuty za Finskem. Mikuláš Karlík pak běžel sice rychle, ale udělal na střelnici pět chyb. Adam Václavík však po střelbě vstoje musel také na dvě trestná kola. Český tým byl pak předjet o kolo, stažen ze závodu, a Michal Krčmář se proto do závodu nezapojil.

## Výsledky
| Pořadí                                                             | č. | stát                                                                                          | čas                                       | střelba (L+S)                        | ztráta  |
| ------------------------------------------------------------------ | -- | --------------------------------------------------------------------------------------------- | ----------------------------------------- | ------------------------------------ | ------- |
| 1                                                                  | 1  | Norsko · Sturla Holm Laegreid · Tarjei Bø · Johannes Thingnes Bø · Vetle Sjåstad Christiansen | 1:19:50,2 20:21,2 20:40,1 19:10,9 19:38,0 | 1+7 0+0 1+3 0+0 0+2 0+2 0+0 0+0 0+0  | —       |
| 2                                                                  | 3  | Francie · Fabien Claude · Émilien Jacquelin · Simon Desthieux · Quentin Fillon Maillet        | 1:20:17,6 19:48,7 20:01,2 20:20,6 20:07,1 | 0+9 0+2 0+0 0+1 0+0 0+2 0+1 0+1 0+2  | +27,4   |
| 3                                                                  | 2  | Sportovci ROV · Said Karimulla Chalili · Alexandr Loginov · Maxim Cvetkov · Eduard Latypov    | 1:20:35,5 19:40,9 19:32,8 20:15,5 21:06,3 | 2+6 0+0 0+1 0+0 0+2 0+0 0+0 0+0 2+3  | +45,3   |
| 4.                                                                 | 4  | Německo · Erik Lesser · Roman Rees · Benedikt Doll · Philipp Nawrath                          | 1:20:54,5 20:21,8 20:15,0 19:36,3 20:41,4 | 1+9 0+0 0+3 0+0 0+1 0+1 1+3          | +1:04,3 |
| 5.                                                                 | 8  | Švédsko · Peppe Femling · Jesper Nelin · Martin Ponsiluoma · Sebastian Samuelsson             | 1:21:39,6 20:18,5 21:01,5 20:05,0 20:14,6 | 1+13 0+1 0+3 1+3 0+1 0+3 0+1 0+0 0+1 | +1:49,4 |
| 6.                                                                 | 10 | Kanada · Adam Runnalls · Christian Gow · Jules Burnotte · Scott Gow                           | 1:21:46,5 20:33,2 20:36,8 20:32,6 20:03,9 | 2+9 0+1 1+3 0+0 1+3 0+2 0+0 0+0 0+0  | +1:56,3 |
| 7.                                                                 | 7  | Itálie · Thomas Bormolini · Tommaso Giacomel · Lukas Hofer · Dominik Windisch                 | 1:21:48,8 20:11,8 20:14,5 20:38,4 20:44,1 | 2+13 0+0 0+2 0+0 0+3 1+3 0+1 0+1 1+3 | +1:58,6 |
| 8.                                                                 | 5  | Bělorusko · Mikita Labastau · Dmitrij Lasouski · Maksim Varabei · Anton Smolski               | 1:21:49,2 19:41,8 20:43,9 21:13,8 20:09,7 | 2+11 0+2 0+1 0+0 0+2 0+0 2+3 0+3 0+0 | +1:59,0 |
| 9.                                                                 | 6  | Ukrajina · Bogdan Cymbal · Artem Pryma · Anton Dudčenko · Dmytro Pidručnyj                    | 1:23:31,5 20:22,9 21:05,4 20:49,9 21:13,3 | 4+12 0+1 0+1 0+1 1+3 0+0 1+3 0+0 2+3 | +3:41,3 |
| 10.                                                                | 14 | Rakousko · David Komatz · Simon Eder · Felix Leitner · Harald Lemmerer                        | 1:23:31,9 20:34,2 20:33,2 20:10,9 22:13,6 | 2+8 0+2 0+0 0+0 0+2 0+0 0+0 0+1 2+3  | +3:41,7 |
| 11.                                                                | 11 | Slovinsko · Miha Dovžan · Jakov Fak · Lovro Planko · Rok Tršan                                | 1:24:09,6 20:23,6 20:43,1 21:33,7 21:29,2 | 0+10 0+1 0+0 0+1 0+3 0+2 0+1 0+0 0+2 | +4:19,4 |
| 12.                                                                | 9  | Švýcarsko · Sebastian Stalder · Benjamin Weger · Niklas Hartweg · Joscha Burkhalter           | 1:24:12,3 20:58,0 20:22,0 20:10,0 22:42,3 | 1+8 0+0 0+0 0+1 0+1 0+0 0+0 1+3 0+3  | +4:22,1 |
| 13.                                                                | 15 | Spojené státy americké · Sean Doherty · Jake Brown · Paul Schommer · Leif Nordgren            | 1:25:33,0 20:47,2 21:11,5 21:21,2 22:13,1 | 3+13 0+1 1+3 0+0 1+3 0+0 0+2 1+3 0+1 | +5:42,8 |
| 14.                                                                | 17 | Litva · Tomas Kaukėnas · Vytautas Strolia · Karol Dombrovski · Linas Banys                    | 1:25:37,8 21:10,3 21:11,6 21:25,9 21:50,0 | 0+11 0+2 0+0 0+0 0+3 0+0 0+1 0+3 0+2 | +5:47,6 |
| 15.                                                                | 16 | Estonsko · Rene Zahkna · Kristo Siimer · Kalev Ermits · Raido Ränkel                          | 1:26:03,6 21:25,8 22:26,7 20:56,9 21:14,2 | 2+12 0+0 1+3 0+3 1+3 0+0 0+2 0+1 0+0 | +6:13,4 |
| 16.                                                                | 20 | Čína · Čcheng Fang-ming · Jen Sing-jüan · Ču Čen-jü · Čang Čchun-jü                           | 1:26:27,5 20:12,8 22:37,5 21:46,2 21:51,0 | 2+11 0+1 0+0 0+2 2+3 0+1 0+3 0+1 0+0 | +6:37,3 |
| 17.                                                                | 12 | Finsko · Heikki Laitinen · Tero Seppälä · Olli Hiidensalo · Tuomas Harjula                    | 1:26:57,7 22:27,8 20:34,7 21:25,2 22:30,0 | 4+14 0+2 2+3 0+0 0+2 0+1 0+3 0+0 2+3 | +7:07,5 |
| 18.                                                                | 18 | Bulharsko · Blagoy Todev · Vladimir Iliev · Dimitar Gerdzhikov · Anton Sinapov                | 1:27:05,3 22:27,2 20:26,6 21:58,4 22:13,1 | 2+11 0+2 0+1 0+1 0+1 1+3 0+0 0+0 1+3 | +7:15,1 |
| 19.                                                                | 13 | Česko · Jakub Štvrtecký · Mikuláš Karlík · Adam Václavík · Michal Krčmář                      | LAP 22:55,8 20:29,3 LAP                   | 1+3 1+3 0+2 0+3 0+0 2+3              | 97      |
| 20.                                                                | 21 | Belgie · Florent Claude · Thierry Langer · Tom Lahaye-Goffart · César Beauvais                | LAP 21:01,7 22:08,2 LAP                   | 0+0 0+2 0+1 0+2 0+3 0+0              | 98      |
| 21.                                                                | 19 | Slovensko · Michal Šíma · Matej Baloga · Šimon Bartko · Tomáš Sklenárik                       | LAP 21:39,2 22:10,1 LAP                   | 0+0 0+2 0+1 0+2 2+3 0+2              | 99      |
| zdroj: Č. – startovní číslo týmu, LAP – tým byl předběhnut o kolo} |    |                                                                                               |                                           |                                      |         |